# Peter Hoekstra
Peter Hoekstra (Assen, 4 aprile 1973) è un ex calciatore olandese, di ruolo centravanti.

## Carriera
Debuttò in Nazionale il 24 aprile 1996 in un'amichevole contro la Germania  (0-1) a Rotterdam. Conta 5 presenze con l'Olanda, con cui prese parte al campionato d'Europa 1996 in Inghilterra, convocato dal CT Guus Hiddink.

## Palmarès

### Competizioni nazionali
- Campionato olandese: 3

PSV: 1991-1992
Ajax: 1995-1996, 1997-1998
- Coppa dei Paesi Bassi: 2

Ajax: 1997-1998, 1998-1999
- Supercoppa dei Paesi Bassi: 1

PSV: 1992